# 馬書城
馬書城（1891年—1966年6月23日），名汝鄴，四川成都人。民國37年（1948年）在寧夏省選區當選第一屆立法委員

## 生平[1]
- 四川兩等女校
- 四川蠶業中學
- 北京女子師範學校畢業
- 黑龍江女中、女師等校訓育主任
- 南京婦女運動委員會委員
- 甯夏婦女運動委員會主任委員
- 中華婦女反共抗俄聯合會會員
- 民國55年6月23日病逝[2]